# 阴道镜

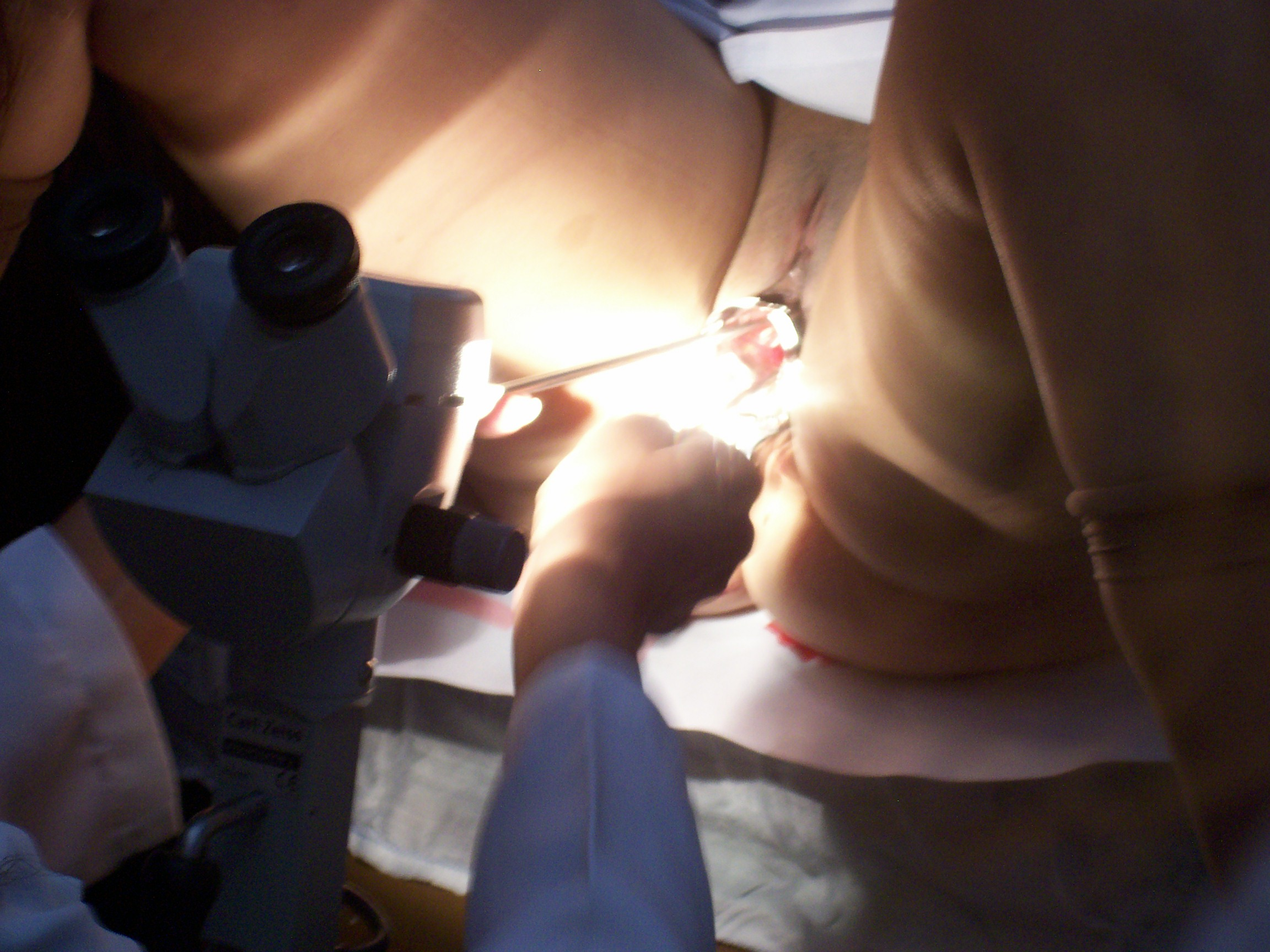
用阴道镜观察女性阴道

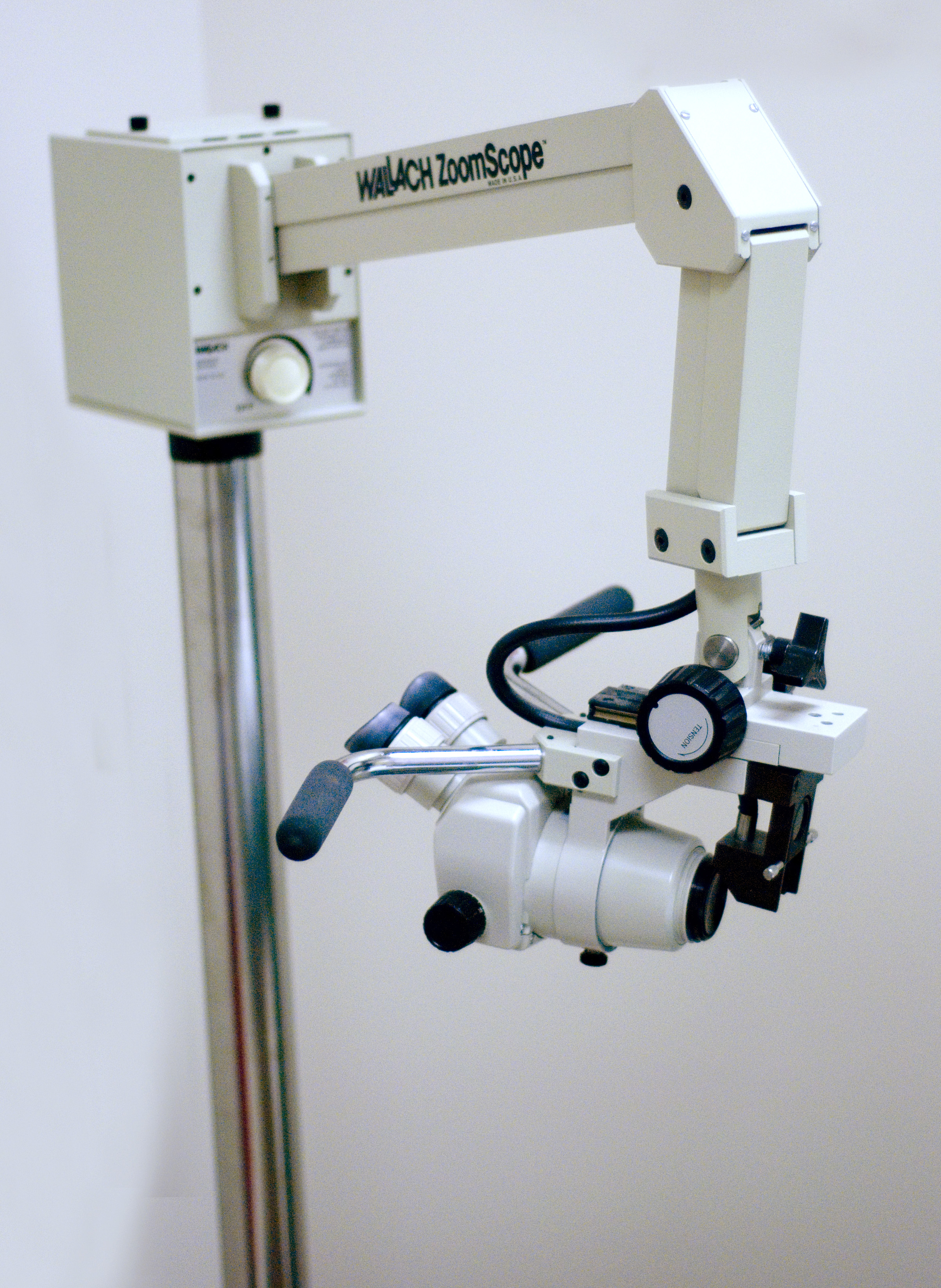
阴道镜

阴道镜，一种医用内窥镜，用于女性阴道、子宫颈以及外阴的医学诊断观察。阴道镜于1925年由德国医师汉斯·欣塞尔曼（Hans Hinselmann）发明。
亦有一种特制的阴道镜用于强奸案的证据采集。